# Atletisme als Jocs Olímpics d'Estiu de 1928 - 3.000 metres obstacles masculins
Els 3.000 metres obstacles masculins van ser una de les proves del programa d'atletisme disputades durant els Jocs Olímpics d'Amsterdam de 1928. La prova es va disputar entre l'1 i el 4 d'agost de 1928 i hi van prendre part 22 atletes de 10 nacions diferents.

## Medallistes
| Or                  | Plata             | Bronze             |
| Toivo Loukola (FIN) | Paavo Nurmi (FIN) | Ove Andersen (FIN) |

## Rècords
Aquests eren els rècords del món i olímpic que hi havia abans de la celebració dels Jocs Olímpics de 1928.
| Rècord del Món | 9' 25.2" | Toivo Loukola |             | 1928                |
| Rècord Olímpic | 9' 33.6" | Ville Ritola  | París (FRA) | 9 de juliol de 1924 |

Durant la competició Toivo Loukola va millorar el rècord del món.

## Calendari
| Data                       | Horari | Ronda  |
| -------------------------- | ------ | ------ |
| dimecres 1 d'agost de 1928 | 15.20  | Sèries |
| dissabte 4 d'agost de 1928 | 15.30  | Final  |

## Resultats

### Sèries
Els tres primers classificats de cada sèrie passen a la final.
Sèrie 1
| Pos. | Atleta          | País         | Temps  | Notes |
| ---- | --------------- | ------------ | ------ | ----- |
| 1    | Ville Ritola    | Finlàndia    | 9:46.6 | Q     |
| 2    | Melvin Dalton   | Estats Units | 9:58.6 | Q     |
| 3    | Nils Eklöf      | Suècia       |        | Q     |
| 4    | Walter Gegan    | Estats Units |        |       |
| 5    | Henry Oliver    | Regne Unit   |        |       |
| 6    | Nello Bartolini | Itàlia       |        |       |
| 7    | Jozef Langenus  | Bèlgica      |        |       |
| 8    | Art Keay        | Canadà       |        |       |

Sèrie 2
| Pos. | Atleta          | País         | Temps  | Notes |
| ---- | --------------- | ------------ | ------ | ----- |
| 1    | Paavo Nurmi     | Finlàndia    | 9:58.8 | Q     |
| 2    | Lucien Duquesne | França       | 9:58.9 | Q     |
| 3    | William Spencer | Estats Units |        | Q     |
| 4    | Norman Biddulph | Regne Unit   |        |       |
| 5    | Edgard Viseur   | Bèlgica      |        |       |
| 6    | Henrique Santos | Portugal     |        |       |
|      | Gerry Coughlan  | Irlanda      |        | DNF   |

Sèrie 3
| Pos. | Atleta               | País         | Temps  | Notes |
| ---- | -------------------- | ------------ | ------ | ----- |
| 1    | Toivo Loukola        | Finlàndia    | 9:37.6 | Q     |
| 2    | Ove Andersen         | Finlàndia    |        | Q     |
| 3    | Henri Dartigues      | França       |        | Q     |
| 4    | Jean-Gunnar Lindgren | Suècia       |        |       |
| 5    | Vernon Morgan        | Regne Unit   |        |       |
| 6    | Joe Blewitt          | Regne Unit   |        |       |
| 7    | Jesse Montgomery     | Estats Units |        |       |

### Final
| Pos. | Atleta          | País         | Temps  | Notes |
| ---- | --------------- | ------------ | ------ | ----- |
| 1    | Toivo Loukola   | Finlàndia    | 9:21.8 | WR    |
| 2    | Paavo Nurmi     | Finlàndia    | 9:31.2 |       |
| 3    | Ove Andersen    | Finlàndia    | 9:35.6 |       |
| 4    | Nils Eklöf      | Suècia       | 9:38.0 |       |
| 5    | Henri Dartigues | França       | 9:40.0 |       |
| 6    | Lucien Duquesne | França       | 9:40.5 |       |
| 7    | Melvin Dalton   | Estats Units |        |       |
| 8    | William Spencer | Estats Units |        |       |
|      | Ville Ritola    | Finlàndia    |        | DNF   |